# Воробьёв, Николай Николаевич (поэт)
Никола́й Никола́евич Воробьёв (наст. фам. Богае́вский; 8 (21) ноября 1908, Петербург — 3 июля 1989, Пебл-Бич, Калифорния) — русский поэт, писатель, художник. Один из виднейших представителей казачьей поэзии.
Происходил из старинной казачьей семьи, племянник атамана Войска Донского, генерал-лейтенанта А. П. Богаевского. Окончил Донской Императора Александра III Кадетский корпус в Боснии. После этого жил в Египте, Турции, Югославии; учился на юридическом факультете в Белграде. В 1950 переехал в США, где преподавал русский язык в Военном институте иностранных языков в Монтерее (Калифорния). Являлся сотрудником «Казачьего энциклопедического словаря» в США. В 1951 году создал хор из американских студентов, исполнявших и русские песни.
Основное произведение Воробьёва — поэма «Кондратий Булавин» (1965). Автор двух сборников стихотворений: «Стихи о разном» (1969) и «О человечках с другой планеты» (1972). Переводил стихи Эмили Дикинсон.
В России произведения Николая Воробьёва издавались после 1991 года.